# Ophryotrocha permanae
Ophryotrocha permanae är en ringmaskart som beskrevs av Paxton och Åkesson 20. Ophryotrocha permanae ingår i släktet Ophryotrocha och familjen Dorvilleidae. Inga underarter finns listade i Catalogue of Life.